# Корнова
Корнова (рум. Cornova) — село в Унгенском районе Молдавии. Относится к сёлам, не образующим коммуну.

## География
Село расположено на высоте 110 метров над уровнем моря.

## Население
По данным переписи населения 2004 года, в селе Корнова проживает 1129 человек (579 мужчин, 550 женщин).
Этнический состав села:
| Национальность | Число жителей | Процентный состав |
| -------------- | ------------- | ----------------- |
| молдаване      | 1111          | 98.41             |
| румыны         | 10            | 0.89              |
| украинцы       | 4             | 0.35              |
| русские        | 2             | 0.18              |
| болгары        | 1             | 0.09              |
| прочие         | 1             | 0.09              |
| Всего          | 1129          | 100 %             |

## Известные уроженцы
- Урсу, Дмитрий Павлович (1936—2017) — советский и украинский африканист, историк.